# Cymothoe superna
Cymothoe superna är en fjärilsart som beskrevs av Fox 1968. Cymothoe superna ingår i släktet Cymothoe och familjen praktfjärilar. Inga underarter finns listade i Catalogue of Life.